# Горечавочка полевая
Гореча́вочка полева́я, или Гореча́вка полева́я (лат. Gentianella campestris) — вид двудольных растений рода Горечавочка (Gentianella) семейства Горечавковые (Gentianaceae). Впервые описана Карлом Линнеем под таксономическим названием Gentiana campestris L.basionym; перенесена в состав рода Gentianella немецким ботаником Карлом Бёрнером в 1912 году.

## Распространение
Произрастает в Испании, Австрии, Италии, Бельгии, Великобритании (Англия), Дании (включая Фарерские острова), Финляндии, Франции, Германии, Ирландии, Швейцарии, Нидерландах, Норвегии, Исландии, Польше, Швеции, Румынии, Чехии, Эстонии, Латвии (сомнительно), Литве и в европейской части России (Вологодская область).
Встречается на лугах, пастбищах, травянистых пустошах, песчаных дюнах и по обочинам дорог.

## Ботаническое описание
Двулетнее или (иногда) однолетнее растение высотой 3—25 см.
Стебель прямостоячий, голый.
Нижние листья яйцевидные или лопатчатые, с закруглённые или тупоконечные; верхние — продолговатые или ланцетовидные.
Цветки небольшие, собраны в соцветие по 5—15.
Плод — коробочка.
Цветёт с конца июля по октябрь.
Число хромосом — 2n=36.

## Природоохранная ситуация
Горечавочка полевая занесена в Красную книгу Эстонии.

## Систематика
Подвиды:
- Gentianella campestris subsp. baltica (Murb.) Tutin ex N.M.Pritch.
- Gentianella campestris subsp. suecica (Froel.) Tzvelev

Синонимичные названия:
- Amarella quadrifida Gilib. nom. inval.
- Amarella vulgaris Raf.
- Cicendia campestris Raf.
- Eyrythalia campestris Borkh.
- Eyrythalia obtusifolia Bercht. & J.Presl
- Gentiana albiflora Schur
- Gentiana amarella All. nom. illeg.
- Gentiana atrata (H.J. Coste) Charb. nom. illeg.
- Gentiana campestris L.basionym
- Gentiana campestris var. germanica Froel.
- Gentiana campestris var. hypericifolia Murb.
- Gentiana campestris f. lutescens (Sennen) O.Bolòs & Vigo
- Gentiana campestris var. montana Griseb.
- Gentiana catalaunica Sennen
- Gentiana hypericifolia (Murb.) Wettst.
- Gentiana obtusifolia (F.W. Schmidt) Willd.
- Gentiana pascuorum Bubani
- Gentiana spathulata Bartl. ex Rchb.
- Gentiana suecica Murb.
- Gentiana tornezyana Litard. & Maire
- Gentiana vaillantii F.W. Schmidt
- Gentianella campestris subsp. hypericifolia (Kunth) M.Laínz
- Gentianella hypericifolia (Murb.) Tutin ex N.M.Pritch.
- Gentianella obtusifolia (F.W. Schmidt) Holub
- Gentianella tetrandra Moench
- Gentianusa campestris (L.) Pohl